# ジュスティーヌ・エナン
ジュスティーヌ・エナン（Justine Henin, 1982年6月1日 - ）は、ベルギー・リエージュ出身の女子プロテニス選手。WTAツアーで4大大会7勝を含むシングルス43勝、ダブルス2勝を挙げた。自己最高ランキングはシングルス1位で、通算117週在位は歴代7位の記録である。身長167cm、体重57kg（2011年時点）。比較的小柄な身体から飛び上がって打つ独特な片手打ちバックハンド・ストロークと、類い稀なフットワークを最大の武器にした。2002-2006年の選手登録名は、「ジュスティーヌ・エナン＝アーデン」（Justine Henin-Hardenne）。また、2001年全仏オープンまでは、日本の新聞一般表記は「ジャスティン・ヘニン」であった。

## 選手経歴
エナンは、2歳の時に初めてテニスのラケットを握り、6歳から専門的な指導を受け始めた。彼女はちょうど10歳になった時、母親と一緒に1992年全仏オープンの女子シングルス決勝を会場で観戦し、グラフとモニカ・セレシュの熱闘に深い感動を受けた。この試合を一緒に見た母親は、1995年2月に癌で死去してしまい、ジュスティーヌは父子家庭で育つことになる。14歳の時にコーチのカルロス・ロドリゲスと出会い、ずっと彼の指導を受けていた。
1997年、ジュニアテニス選手の登龍門と言われる「オレンジボウル選手権」に15歳で優勝。同年の全仏オープン女子ジュニアシングルスでカーラ・ブラック（ジンバブエ）を 4–6, 6–4, 6–4で破り優勝。
1999年、プロ入り。5月に故国のアントワープで開催された「ベルギー・オープン」で、ツアー初優勝を遂げた。この後、全仏オープンで4大大会にデビューし、予選3試合を勝ち抜いた後、2回戦で第2シードのリンゼイ・ダベンポート（アメリカ）に初挑戦した。
エナンが最初に注目を集めたのは、2000年全米オープンの4回戦進出であった。この時、彼女は3回戦で人気選手のアンナ・クルニコワ（ロシア）を 6-4, 7-6 で倒した後、次の4回戦でリンゼイ・ダベンポートに 0-6, 4-6 で敗れた。2001年1月、年頭のオーストラリア・ゴールドコースト大会の決勝でシルビア・ファリナ・エリア（イタリア）を破り、ツアー2勝目を獲得する。
2001年全仏オープンにおいて、エナンはシングルス・ダブルスの2部門で準決勝に進出した。シングルス準決勝では1歳年下のキム・クライシュテルスとの「ベルギー対決」に敗れ、ダブルスではエレナ・タタルコワ（ウクライナ）とパートナーを組んだ。続く2001年ウィンブルドンでは第8シードから決勝に進出し、前年度優勝者のビーナス・ウィリアムズ（アメリカ）に 1-6, 6-3, 0-6 で敗れて、準優勝になった。 この一連の活躍で世界的な注目を浴び、世界トップ10選手に定着する。こうして、エナンとクライシュテルスのベルギー女子2強豪がテニス界を席巻し始めた。
2002年11月16日、ジュスティーヌ・エナンは、ピエール＝イブ・アーデンと結婚。結婚後は、2つの姓を併用して「ジュスティーヌ・エナン＝アーデン」（Justine Henin-Hardenne）と名乗るようになる。2003年全仏オープン、2003年全米オープン、2004年全豪オープンで、それぞれ初優勝を達成。この3大会ではすべてキム・クライシュテルスとの「ベルギー対決」の決勝を制し、ベルギーのテニス選手として最初の4大大会優勝者に輝いた。
2004年アテネ五輪で女子シングルスの金メダルを獲得した時は、決勝でアメリ・モレスモ（フランス）を 6-3, 6-3 で圧倒した。2004年のシーズンはウイルス性疾患などに悩まされたが、2005年の全仏オープンで2年ぶり2度目の優勝を飾り、4大大会通算4勝目を挙げる。その決勝戦では地元フランスの30歳マリー・ピエルスを 6-1, 6-1 で圧倒した。

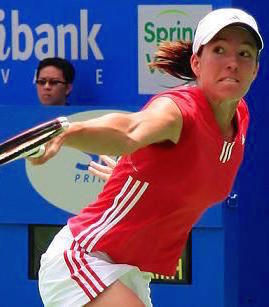
2006年

2006年の全豪オープンでは、2年ぶり2度目の決勝戦でアメリ・モレスモとの対戦中に体調を崩し、1-6, 0-2 で途中棄権に追い込まれたため、2度目の全豪優勝はならなかった。続く2006年の全仏オープンでは、2004年全米オープンの優勝者スベトラーナ・クズネツォワを 6-4, 6-4 で圧倒し、大会2連覇を達成する。2006年度の4大大会はすべて決勝に進んだが、全仏以外は準優勝に終わった。
2007年から、彼女は選手登録名を旧姓の「ジュスティーヌ・エナン」に戻した。2007年全豪オープンを「個人的な理由で」欠場し、全豪開催期間中の1月23日に公式サイトで夫のピエール＝イブ・アーデンと離婚したことを明らかにした。この年、エナンは全仏オープンで大会3連覇を達成した。全仏オープンの女子シングルス3連覇は、1990年から1992年にかけて3連覇したモニカ・セレシュ以来の偉業となった。2007年全米オープンでは、2002年のセリーナ・ウィリアムズ以来となる全試合ストレート勝ちの完全優勝を成し遂げた。
2008年5月14日、母国ベルギーで記者会見し、シーズン途中での現役引退を発表。テニス選手が世界ランキング1位のままで現役を退いたのは史上初めての出来事であった。同国のライバル、クライシュテルスも前年の2007年5月に現役引退を発表し、その1年後にエナンが世界1位のまま女子テニス界を去ったことにより、いったんはベルギーの女子2強豪の姿がテニスコートから消えた。（クライシュテルスは2009年8月から現役復帰し、2009年全米オープンで復活優勝した。）
2009年8月には、年末にベルギーとドバイで行われるエキシビジョン・マッチへの参加のためにトレーニングを再開したことが報道され、この報道から約1ヶ月後の9月22日、エナン側から正式に2010年の1月からツアーに復帰するとの発表が行われた。正式なツアー復帰に先立ち、2009年12月6日に母国ベルギーのシャールロアで行われたエキシビション・マッチの決勝でフラビア・ペンネッタ（イタリア）に 6-4, 6-4 のストレート勝ちを収める。

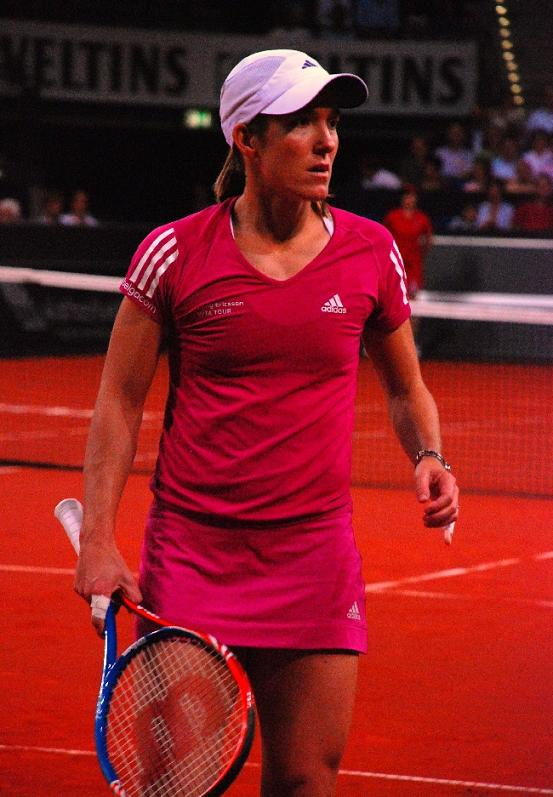
2010年

2010年年頭のオーストラリア・ゴールドコースト大会から現役復帰したエナンは、復帰初戦で決勝戦に進み、キム・クライシュテルスに 3-6, 6-4, 6-7(6-8) で敗れて準優勝になる。それから2010年全豪オープンで現役復帰後初の4大大会に出場し、4年ぶり3度目の決勝まで進出したが、第1シードのセリーナ・ウィリアムズに 4-6, 6-3, 2-6 で敗れて準優勝になった。3年ぶりの出場になった全仏オープンでは4回戦でサマンサ・ストーサーに6-2, 1-6, 4-6で敗れ、全仏の連勝が24で止まった。唯一優勝のないウィンブルドンでは4回戦でクライシュテルスに6-2, 2-6, 3-6で敗れ、この試合で転倒して肘を痛め2010年の残り試合を欠場した。
怪我から復帰した2011年全豪オープンでは、3回戦で過去16勝2敗と相性のよかったスベトラーナ・クズネツォワに 4-6, 6-7(8) で敗れた。2011年1月26日、エナンは2度目の現役引退を発表した。
エナンは2013年3月に第1子である長女を出産した。2015年3月に再婚している。2016年にベルギー人として初めての国際テニス殿堂入りを果たした。

## プレースタイル
フォアもバックもチャンスを逃さない攻撃力があり、それに加えて守備力も非常に高いオールラウンダー。とくにバックのスライスで広いリーチを確保し、そのスライスの質も高いため、攻められてもペースを変えられるというのが大きなアドバンテージになっている。
フォアハンドは力強く、フラットに叩いてエースを狙うこともできる。また、フォアハンドのヘビートップスピンで相手の攻撃をかわすこともでき、守備力は女子で随一と言える。攻撃にも多彩なパターンがあり、相手によって使い分けられる引き出しが非常に多いのが、最大の強み。
オールラウンドなバックハンドを持っている選手であり、攻めも守りも良く、欠点がなく、全体的な質が高い。グリップは厚いが、フラットのボールを打つことができ、さらにスライス感覚に優れているため、攻められてもイーブンに戻すことができ、ドロップショットもうまい。サーブは非常に完成度の高いフォームを持っており、しっかりしたスピンサーブを打つことができる。

## 記録
※オープン化以降
全仏オープン「3連覇」
モニカ・セレシュとタイ記録。
全仏オープンを1セットも落とさずに優勝「2回」
2006,2007
全仏オープン40セット連続獲得
2005–2010
年間で全てのグランドスラム決勝に進出
2006。マーガレット・カーターらも記録。
同じ年に1セットも落とさずに優勝「2回」
2007。ビリー・ジーン・キングらとタイ記録。

## WTAツアー決勝進出結果

### シングルス: 61回 (43勝18敗)
| 大会グレード          | 大会グレード                 |
| 2008年以前            | 2009年以後                   |
| --------------------- | ---------------------------- |
| グランドスラム (7–5)  |                              |
| オリンピック (1-0)    |                              |
| WTAファイナルズ (2–0) |                              |
| ティア I (10–4)       | プレミア・マンダトリー (0-0) |
| ティア I (10–4)       | プレミア5 (0-0)              |
| ティア II (17–5)      | プレミア (1–0)               |
| ティア III (3–2)      | インターナショナル (1-1)     |
| ティア IV ＆ V (1–1)  | インターナショナル (1-1)     |

| 結果   | No. | 決勝日         | 大会                 | サーフェス        | 対戦相手                         | スコア               |
| ------ | --- | -------------- | -------------------- | ----------------- | -------------------------------- | -------------------- |
| 優勝   | 1.  | 1999年5月10日  | アントワープ         | クレー            | サラ・ピトコフスキ               | 6–1, 6–2             |
| 優勝   | 2.  | 2001年1月1日   | ゴールドコースト     | ハード            | シルビア・ファリナ・エリア       | 7–6(5), 6–4          |
| 優勝   | 3.  | 2001年1月8日   | キャンベラ           | ハード            | サンドリーヌ・テスチュ           | 6–2, 6–2             |
| 優勝   | 4.  | 2001年6月18日  | スヘルトーヘンボス   | 芝                | キム・クライシュテルス           | 6–4, 3–6, 6–3        |
| 準優勝 | 1.  | 2001年7月8日   | ウィンブルドン       | 芝                | ビーナス・ウィリアムズ           | 1–6, 6–3, 0–6        |
| 準優勝 | 2.  | 2001年9月16日  | ワイコロア           | ハード            | サンドリーヌ・テスチュ           | 3–6, 0–2 途中棄権    |
| 準優勝 | 3.  | 2001年9月16日  | フィルダーシュタット | ハード            | リンゼイ・ダベンポート           | 5–7, 4–6             |
| 準優勝 | 4.  | 2002年1月5日   | ゴールドコースト     | ハード            | ビーナス・ウィリアムズ           | 5–7, 2–6             |
| 準優勝 | 5.  | 2002年2月17日  | アントワープ         | カーペット (室内) | ビーナス・ウィリアムズ           | 3–6, 7–5, 3–6        |
| 準優勝 | 6.  | 2002年4月14日  | アメリアアイランド   | カーペット (室内) | ビーナス・ウィリアムズ           | 6–2, 5–7, 6–7(5)     |
| 優勝   | 5.  | 2002年5月6日   | ベルリン             | クレー            | セリーナ・ウィリアムズ           | 6–2, 1–6, 7–6(5)     |
| 準優勝 | 7.  | 2002年5月19日  | ローマ               | クレー            | セリーナ・ウィリアムズ           | 6–7(6), 4–6          |
| 優勝   | 6.  | 2002年10月21日 | リンツ               | カーペット (室内) | アレクサンドラ・スティーブンソン | 6–3, 6–0             |
| 優勝   | 7.  | 2003年2月17日  | ドバイ               | ハード            | モニカ・セレシュ                 | 4–6, 7–6(4), 7–5     |
| 優勝   | 8.  | 2003年4月7日   | チャールストン       | クレー            | セリーナ・ウィリアムズ           | 6–3, 6–4             |
| 優勝   | 9.  | 2003年5月5日   | ベルリン             | クレー            | キム・クライシュテルス           | 6–4, 4–6, 7–5        |
| 優勝   | 10. | 2003年5月26日  | 全仏オープン         | クレー            | キム・クライシュテルス           | 6–0, 6–4             |
| 準優勝 | 8.  | 2003年6月21日  | スヘルトーヘンボス   | 芝                | キム・クライシュテルス           | 7–6(4), 0–3 途中棄権 |
| 優勝   | 11. | 2003年7月28日  | サンディエゴ         | ハード            | キム・クライシュテルス           | 3–6, 6–2, 6–3        |
| 優勝   | 12. | 2003年8月11日  | トロント             | ハード            | リナ・クラスノルツカヤ           | 6–1, 6–0             |
| 優勝   | 13. | 2003年8月25日  | 全米オープン         | ハード            | キム・クライシュテルス           | 7–5, 6–1             |
| 準優勝 | 9.  | 2003年9月28日  | ライプツィヒ         | カーペット (室内) | アナスタシア・ミスキナ           | 6–3, 3–6, 3–6        |
| 準優勝 | 10. | 2003年10月6日  | フィルダーシュタット | ハード            | キム・クライシュテルス           | 7–5, 4–6, 2–6        |
| 優勝   | 14. | 2003年10月13日 | チューリッヒ         | カーペット (室内) | エレナ・ドキッチ                 | 6–0, 6–4             |
| 優勝   | 15. | 2004年1月12日  | シドニー             | ハード            | アメリ・モレスモ                 | 6–4, 6–4             |
| 優勝   | 16. | 2004年1月31日  | 全豪オープン         | ハード            | キム・クライシュテルス           | 6–3, 4–6, 6–3        |
| 優勝   | 17. | 2004年2月23日  | ドバイ               | ハード            | スベトラーナ・クズネツォワ       | 6–3, 7–6(3)          |
| 優勝   | 18. | 2004年3月8日   | インディアンウェルズ | ハード            | リンゼイ・ダベンポート           | 6–1, 6–4             |
| 優勝   | 19. | 2004年8月16日  | アテネ五輪           | ハード            | アメリ・モレスモ                 | 6–3, 6–3             |
| 優勝   | 20. | 2005年4月17日  | チャールストン       | クレー            | エレーナ・デメンチェワ           | 7–5, 6–4             |
| 優勝   | 21. | 2005年5月1日   | ワルシャワ           | クレー            | スベトラーナ・クズネツォワ       | 3–6, 6–2, 7–5        |
| 優勝   | 22. | 2005年5月8日   | ベルリン             | クレー            | ナディア・ペトロワ               | 6–3, 4–6, 6–3        |
| 優勝   | 23. | 2005年6月4日   | 全仏オープン         | クレー            | マリー・ピエルス                 | 6–1, 6–1             |
| 準優勝 | 11. | 2005年8月21日  | トロント             | ハード            | キム・クライシュテルス           | 5–7, 1–6             |
| 優勝   | 24. | 2006年1月13日  | シドニー             | ハード            | フランチェスカ・スキアボーネ     | 4–6, 7–5, 7–5        |
| 準優勝 | 12. | 2006年1月29日  | 全豪オープン         | ハード            | アメリ・モレスモ                 | 1–6, 0–2 途中棄権    |
| 優勝   | 25. | 2006年2月25日  | ドバイ               | ハード            | マリア・シャラポワ               | 7–5, 6–2             |
| 優勝   | 26. | 2006年6月10日  | 全仏オープン         | クレー            | スベトラーナ・クズネツォワ       | 6–4, 6–4             |
| 準優勝 | 13. | 2006年5月14日  | ベルリン             | クレー            | ナディア・ペトロワ               | 6–4, 4–6, 5–7        |
| 優勝   | 27. | 2006年6月24日  | イーストボーン       | 芝                | アナスタシア・ミスキナ           | 4–6, 6–1, 7–6(5)     |
| 準優勝 | 14. | 2006年7月9日   | ウィンブルドン       | 芝                | アメリ・モレスモ                 | 6–2, 3–6, 4–6        |
| 優勝   | 28. | 2006年8月26日  | ニューヘイブン       | ハード            | リンゼイ・ダベンポート           | 6–0, 1–0 途中棄権    |
| 準優勝 | 15. | 2006年9月10日  | 全米オープン         | ハード            | マリア・シャラポワ               | 4–6, 4–6             |
| 優勝   | 29. | 2006年11月9日  | マドリード           | ハード (室内)     | アメリ・モレスモ                 | 6–4, 6–3             |
| 優勝   | 30. | 2007年2月24日  | ドバイ               | ハード            | アメリ・モレスモ                 | 6–4, 7–5             |
| 優勝   | 31. | 2007年3月3日   | ドーハ               | ハード            | スベトラーナ・クズネツォワ       | 6–4, 6–2             |
| 準優勝 | 16. | 2007年4月1日   | マイアミ             | ハード            | セリーナ・ウィリアムズ           | 6–0, 5–7, 3–6        |
| 優勝   | 32. | 2007年5月7日   | ワルシャワ           | クレー            | アリョーナ・ボンダレンコ         | 6–1, 6–3             |
| 優勝   | 33. | 2007年6月9日   | 全仏オープン         | クレー            | アナ・イバノビッチ               | 6–1, 6–2             |
| 優勝   | 34. | 2007年6月23日  | イーストボーン       | 芝                | アメリ・モレスモ                 | 7–5, 6–7(4), 7–6(2)  |
| 優勝   | 35. | 2007年8月19日  | トロント             | ハード            | エレナ・ヤンコビッチ             | 7–6(3), 7–5          |
| 優勝   | 36. | 2007年9月8日   | 全米オープン         | ハード            | スベトラーナ・クズネツォワ       | 6–1, 6–3             |
| 優勝   | 37. | 2007年10月7日  | シュトゥットガルト   | ハード            | タチアナ・ゴロビン               | 2–6, 6–2, 6–1        |
| 優勝   | 38. | 2007年10月21日 | チューリッヒ         | ハード (室内)     | タチアナ・ゴロビン               | 6–4, 6–4             |
| 優勝   | 39. | 2007年11月11日 | マドリード           | ハード (室内)     | マリア・シャラポワ               | 5–7, 7–5, 6–3        |
| 優勝   | 40. | 2008年1月11日  | シドニー             | ハード            | スベトラーナ・クズネツォワ       | 4–6, 6–2, 6–4        |
| 優勝   | 41. | 2008年2月17日  | アントワープ         | ハード (室内)     | カリン・クナップ                 | 6–3, 6–3             |
| 準優勝 | 17. | 2010年1月9日   | ブリスベン           | ハード            | キム・クライシュテルス           | 3–6, 6–4, 6–7(6)     |
| 準優勝 | 18. | 2010年1月30日  | 全豪オープン         | ハード            | セリーナ・ウィリアムズ           | 4–6, 6–3, 2–6        |
| 優勝   | 42. | 2010年5月2日   | シュトゥットガルト   | クレー            | サマンサ・ストーサー             | 6–4, 2–6, 6–1        |
| 優勝   | 43. | 2010年6月19日  | スヘルトーヘンボス   | 芝                | アンドレア・ペトコビッチ         | 3–6, 6–3, 6–4        |

### ダブルス: 3回 (2勝1敗)
| 結果   | No. | 決勝日         | 大会                 | サーフェス        | パートナー           | 対戦相手                                | スコア           |
| ------ | --- | -------------- | -------------------- | ----------------- | -------------------- | --------------------------------------- | ---------------- |
| 準優勝 | 1.  | 2001年10月14日 | フィルダーシュタット | ハード            | メガン・ショーネシー | リンゼイ・ダベンポート リサ・レイモンド | 4–6, 7–6(4), 5–7 |
| 優勝   | 1.  | 2002年1月6日   | ゴールドコースト     | ハード            | メガン・ショーネシー | アサ・スベンソン ミリアム・オレマンス   | 6–1, 7–6(6)      |
| 優勝   | 2.  | 2002年10月14日 | チューリッヒ         | カーペット (室内) | エレーナ・ボビナ     | エレナ・ドキッチ ナディア・ペトロワ     | 6–2, 7–6(2)      |

## 4大大会優勝
- 全豪オープン：1勝（2004年）
- 全仏オープン：4勝（2003年・2005年-2007年） ［大会3連覇を含む］
- 全米オープン：2勝（2003年・2007年）

| 年     | 大会         | 対戦相手                   | 試合結果      | 備考                                             |
| ------ | ------------ | -------------------------- | ------------- | ------------------------------------------------ |
| 2003年 | 全仏オープン | キム・クライシュテルス     | 6-0, 6-4      | 「ジュスティーヌ・エナン・アーデン」の名前で優勝 |
| 2003年 | 全米オープン | キム・クライシュテルス     | 7-5, 6-1      |                                                  |
| 2004年 | 全豪オープン | キム・クライシュテルス     | 6-3, 4-6, 6-3 |                                                  |
| 2005年 | 全仏オープン | マリー・ピエルス           | 6-1, 6-1      |                                                  |
| 2006年 | 全仏オープン | スベトラーナ・クズネツォワ | 6-4, 6-4      |                                                  |
| 2007年 | 全仏オープン | アナ・イバノビッチ         | 6-1, 6-2      | 旧姓の「ジュスティーヌ・エナン」に戻る           |
| 2007年 | 全米オープン | スベトラーナ・クズネツォワ | 6-1, 6-3      |                                                  |

## 4大大会シングルス成績
略語の説明
| W | F | SF | QF | #R | RR | Q# | LQ | A | Z# | PO | G | S | B | NMS | P | NH |

W=優勝, F=準優勝, SF=ベスト4, QF=ベスト8, #R=#回戦敗退, RR=ラウンドロビン敗退, Q#=予選#回戦敗退, LQ=予選敗退, A=大会不参加, Z#=デビスカップ/BJKカップ地域ゾーン, PO=デビスカップ/BJKカッププレーオフ, G=オリンピック金メダル, S=オリンピック銀メダル, B=オリンピック銅メダル, NMS=マスターズシリーズから降格, P=開催延期, NH=開催なし.
| 大会           | 1999 | 2000 | 2001 | 2002 | 2003 | 2004 | 2005 | 2006 | 2007 | 2008 | 2009 | 2010 | 2011 | 通算成績 |
| -------------- | ---- | ---- | ---- | ---- | ---- | ---- | ---- | ---- | ---- | ---- | ---- | ---- | ---- | -------- |
| 全豪オープン   | A    | 2R   | 4R   | QF   | SF   | W    | A    | F    | A    | QF   | A    | F    | 3R   | 38–8     |
| 全仏オープン   | 2R   | A    | SF   | 1R   | W    | 2R   | W    | W    | W    | A    | A    | 4R   | A    | 38–4     |
| ウィンブルドン | A    | 1R   | F    | SF   | SF   | A    | 1R   | F    | SF   | A    | A    | 4R   | A    | 30–8     |
| 全米オープン   | 1R   | 4R   | 4R   | 4R   | W    | 4R   | 4R   | F    | W    | A    | A    | A    | A    | 35–7     |